# Permiso Temporal de Protección para Inmigrantes en Panamá
El Permiso Temporal de Protección (PTP) es una medida legal implementada por el gobierno de Panamá mediante el Decreto Ejecutivo N° 112 del 13 de julio del 2023, para ofrecer un amparo provisional a los inmigrantes que han llegado al país huyendo de situaciones de conflicto armado, desastres naturales, persecución política o violencia generalizada en sus lugares de origen. Este permiso permite a los beneficiarios residir y trabajar legalmente en Panamá durante un período determinado, asegurando su acceso a servicios básicos y derechos fundamentales.

## Objetivo
Este permiso tiene el objetivo de brindar protección a inmigrantes irregulares que están en condición de vulnerabilidad, sujeta a riesgos y peligros ante el tráfico ilícito en el Darién.
Algunos de los beneficios clave del permiso incluyen:
- Protección legal:los beneficiarios obtienen un estatus legal que les permite vivir y trabajar en el país de manera regular, evitando la clandestinidad y la explotación laboral.[4]
- Acceso a servicios básicos:los inmigrantes amparados por este permiso tienen acceso a servicios de salud, educación y otros servicios públicos esenciales.[4]
- Derechos laborales:los titulares del permiso pueden buscar empleo formalmente, lo que reduce su vulnerabilidad a la explotación laboral.[4]
- Estabilidad:aunque temporal, este permiso brinda un período de estabilidad y seguridad a los beneficiarios, permitiéndoles rehacer sus vidas en un entorno más seguro.[4]
- Contribución económica:los inmigrantes con permiso pueden contribuir a la economía local a través de su participación en la fuerza laboral y el consumo.[4]

## Contexto migratorio Mundial
Para la fecha de entrada en vigencia del Permiso Temporal de Protección para Inmigrantes en Panamá el informe para las Migraciones en el Mundo 2022 emitido por la Organización Internacional para las Migraciones reportó que el mundo se encontraba ante el mayor contexto de movilidad humana internacional registrada en la historia, con un estimado de 281 millones de migrantes lo cual equivalía a un aproximado de un 3.6% de la población mundial. 

## Crisis migratoria venezolana en Panamá
Desde el año 2002, un número significativo de ciudadanos venezolanos han emigrado a Panamá debido a la crisis económica y política en su país, siendo el año 2017 el que registró la mayor cantidad de venezolanos ingresando de forma regular e irregular en el territorio panameño.
El 23 de agosto del 2017 el gobierno Panameño incluyó a la República Bolivariana de Venezuela dentro de los países que requieren visa para ingresar al territorio nacional panameño. 
En el año 2018 la crisis migratoria venezolana aumentó y se vieron miles de venezolanos que ingresaban caminando a los países fronterizos con Venezuela de forma irregular buscando refugio en países vecinos con mejores condiciones económicas y políticas. 
Muchos de ellos decidieron caminar hacia colombia para luego llegar a Panamá cruzando la hasta hoy intransitable selva del Darién. 
Los sobrevivientes llegaban a Panamá ingresando de forma irregular debido a que por decreto existía un impedimento de entrada a quienes no portaran la visa para ingresar al territorio panameño, sin embargo mediante la intervención de la ACNUR estas personas eran atendidas e ingresadas a un campo para refugiados en territorio panameño.
La situación escaló luego de que 2022 fuese un año récord, en el que cerca de 250.000 personas refugiadas y migrantes arriesgaron sus vidas atravesando el Darién en busca de protección y mejores oportunidades, ahora incluyendo ciudadanos de diferentes nacionalidades.

## Crisis migratoria en Panamá
Panamá enfrenta una de las crisis de movimientos mixtos más desafiantes de la última década, como parte de un desplazamiento sin precedentes a través de las Américas. Luego de que 2022 fuese un año récord, en el que cerca de 250.000 personas refugiadas y migrantes arriesgaron sus vidas atravesando el Darién en busca de protección y mejores oportunidades, el primer trimestre de 2023 apunta a un aumento en el tránsito de personas por esta vía.
De acuerdo con las estadísticas del Servicio Nacional de Migración (SNM), hasta marzo del año 2023 las principales nacionalidades cruzando la selva del Darién son ciudadanos de Venezuela (30.250), Haití (23.640), Ecuador (14.327), además de personas procedentes de China (3,855), India (2,543), y los hijos de personas haitianas nacidos en Chile (2.499) y Brasil (2.072). Otras nacionalidades incluyen personas de Colombia, Afganistán, Camerún, Somalia y Perú, entre otros.
El Permiso Temporal de Protección refleja el compromiso de Panamá con los principios humanitarios y los derechos humanos. Además, se alinea con los esfuerzos internacionales para abordar la crisis global de refugiados y la migración forzada de una manera más equitativa y sostenible.

## Medidas temporales del gobierno de Panamá
En el contexto humanitario, de protección a la vida y de los derechos humanos de las personas migrantes, luego de un análisis profundo, en el que se ponderaron temas de seguridad nacional y de combate al crimen organizado transnacional, acorde con las políticas migratorias vigentes a la fecha en Panamá y aplicables para todas las nacionalidades sin fueros ni privilegios; surge la necesidad de adoptar medidas temporales adicionales que brinden un Estatus Migratorio Temporal de Protección a la población migrante irregular, que se encuentren en condición irregular, invisibilizados y en alto nivel de vulnerabilidad, sujetas a las dinámicas de riesgos y peligros a las que están expuestas, productos de los flujos migratorios  irregulares que cada día se incrementan y especialmente vulnerables ante el tráfico ilícito de migrantes y las distintas modalidades de trata de personas, se crea el Permiso Temporal de Protección, al que pueden optar todas las personas extranjeras, sin distingo de nacionalidad mediante el decreto ejecutivo No. 112 del 13 de julio de 2023 de la República de Panamá. 